# Johann Christian Wilhelm August Hopfensack
Johann Christian Wilhelm August Hopfensack (* 1. Oktober 1801 in Schloßvippach; † 6. März 1874 in Kleve) war ein deutscher Theologe, Pädagoge und Dichter evangelischer geistlicher Lieder.

## Leben
Hopfensack wurde als Sohn eines Pfarrers geboren. 1815 besuchte er das Ratsgymnasium in Erfurt, danach die Lateinschule der Franckeschen Stiftungen. Von 1817 bis 1820 studierte er in Leipzig Theologie und Philologie und promovierte an der Martin-Luther-Universität in Halle zum Doktor der Philosophie. Er beendete seine Studien an der Rheinischen Friedrich-Wilhelms-Universität in Bonn. 1821 kam er als Lehrer an ein Gymnasium in Duisburg und 1838 als Professor an das Königliche Gymnasium in Kleve, wo er als Religionslehrer tätig war. Von 1847 bis 1854 arbeitete er in der Verwaltung der rheinischen Kirche, dessen Mitglied er war. 1857 trat er in den Ruhestand.

## Werk
Hopfensack verfasste mehr als 400 Kirchenlieder, die in mehreren Zeitschriften, darunter Der Menschenfreund, in Albert Knapps Christoterpe und in Friedrich Wilhelm Krummachers Palmblätter erschienen. Eine größere, von ihm verfasste Schrift über das Staatsrecht der Untertanen der Römer erschien im Jahre 1829, Vierzig alte und neue Lieder für Kirche, Schule und Haus erschien 1832; beide Schriften wurden in Düsseldorf verlegt. Eine Gesamtausgabe seiner geistlichen Lieder erschien 1853 in Leipzig.